# 伊塔西大区
伊塔西大區是馬達加斯加的23個大區之一，位於該國中部，東毗阿纳拉曼加大区，南接瓦基南卡拉特拉大区，西鄰邦古拉瓦大區，首府是米亞里納里武，下分3縣，面積6,993平方公里，2004年人口約643,000。
19°0′S 46°46′E / 19.000°S 46.767°E
1. ↑   (PDF). Institut National de la Statistique Madagascar.   [May 23, 2020]. （原始内容 (PDF)存档于November 18, 2020）.
2. ↑  . hdi.globaldatalab.org.   [2018-09-13]. （原始内容存档于2018-09-23） （英语）.